# Carlo Carafa (Prediger)
Carlo Carafa (* 1561; † 1633), italienischer Soldat und Priester, entstammte der Adelsfamilie Carafa und war bis zu Bekehrung Herzog von Andria und Graf von Ruvo. Nach einer ausschweifenden Jugend wurde er durch den Gesang einer Nonne zu einem enthaltsamen Leben bekehrt und widmete sich fortan der Rettung und Unterstützung von Prostituierten. Dabei half ihm die von ihm bekehrte sizilianische Kurtisane Katharina Valenta. Er begründete mehrere „Pentite“ und „Illuminate“, Häuser, in denen reuige Prostituierte Aufnahme und Hilfe finden konnten. Carafa gründete im Jahr 1600 den einen Vorläufer der Pii Operai Catechisti Rurali, die Congregatione Piorum Operatum.